# Den Bestøvlede Kat (film)
Den Bestøvlede Kat (originaltitel: Puss in Boots), er en amerikansk computeranimationsfilm, instrueret af Chris Miller. Filmen havde premiere den 28. oktober 2011. Filmen er en spin-off af Shrek og handler om figuren Den Bestøvlede Kat som først optrådte som en bifigur i Shrek 2. Den kan ses i 2D, Digital 3D og IMAX 3D. I 2011 fik filmen en oscarnominering i kategorien bedste animerede film.
I Danmark havde Den Bestøvlede Kat premiere den 2. februar 2012

## Handling
Filmen handler om Den Bestøvlede Kats ungdom da han slog sig sammen med mesterhjernen Klumpe Dumpe og den handlekraftige og forførende Kitty Fløjlspote for at stjæle den berømte Gåsen som lægger gyldne æg.

## Originale stemmer (udvalgt)
- Antonio Banderas – Den Bestøvlede Kat
- Salma Hayek – Kitty Fløjlspote
- Zach Galifianakis – Klumpe Dumpe
- Billy Bob Thornton – Jack
- Amy Sedaris – Jill
- Zeus Mendoza - Rancher
- Constance Marie – Imelda
- Guillermo del Toro – Mustache Man, Kommandanten
- Bob Joles – Giuseppe
- Robert Persichetti, Jr. – the Ohhh Cat
- Mike Mitchell – Andy Beanstalk
- Latifa Ouaou – Gal kvinde

## Danske stemmer (udvalgt)
- Kristian Boland – Den Bestøvlede Kat
- Christiane Schaumburg-Müller – Kitty Fløjlspote
- Søren Ulrichs – Klumpe Dumpe
- Jesper Lohmann – Jack
- Mette Frobenius – Jill
- Sofie Gråbøl – Imelda
- Tom Jensen – Mustache Man, Kommandanten